# 年中模索
『年中模索』（ねんじゅうもさく）はスターダストレビュー24枚目のオリジナル・アルバム。2020年7月22日に発売された。DVD付初回限定盤と通常盤の2形態で発売。

## 収録曲
全編曲：佐橋佳幸　作詞・作曲：根本要（特記以外）

### CD
1. 働きたい男のバラッド
  - 作詞：根本要/林“VOH”紀勝
2. 僕の中の君
3. 偶然の再会
  - TBSテレビ「ひるおび!」2020年8月期エンディングテーマ
4. 君は大丈夫!
5. センタクの人生
6. ちょうどいい幸せ
  - テレビ東京系 ドラマ24「コタキ兄弟と四苦八苦」エンディング・テーマ
7. おとなの背中
8. 約束の地へ
  - 作詞：根本要/寺田正美
  - 映画「人体のサバイバル!」主題歌
9. オ・マ・ジ・ナ・イ
  - 作詞：寺田正美/柿沼清史　作曲：柿沼清史
10. 同級生
11. メシでも食おうよ
12. うしみつジャンボリー
  - フジテレビ系「ゲゲゲの鬼太郎」エンディング・テーマ

### DVD
1. 「偶然の再会」ミュージック・ビデオ
2. 「ちょうどいい幸せ」ミュージック・ビデオ
3. メンバーが語る『年中模索』の作り方 年中制作

## 参加ミュージシャン
全曲（特記以外）
根本要：Vocal, Guitar
柿沼清史：Bass, Background Vocals
寺田正美：Drums, Background Vocals
林“VOH”紀勝：Percussion, Background Vocals
添田啓二：Keyboards, Background Vocals
岡崎昌幸：Background Vocals
働きたい男のバラッド
根本要：Electric Guitar & 1st Solo
佐橋佳幸： Electric Guitar & 2nd Solo
僕の中の君
佐橋佳幸： Electric Guitar
根本要：Electric Guitar Solo
添田啓二：Synthesizer Solo
偶然の再会
佐橋佳幸：Electric Guitar, Baritone Guitar
根本要、佐橋佳幸、岡崎昌幸：Acoustic Guitar
毛利泰士：Glockenspiel, Additional Percussion
君は大丈夫!
佐橋佳幸：Electric Guitar
根本要：Electric Guitar Solo
STARDUST REVUE：Hand Claps
センタクの人生
山本拓夫：Flute
佐橋佳幸：Electric Guitar(R-side)
根本要：Electric Guitar(L-side)
毛利泰士：Additional Percussion
ちょうどいい幸せ
佐橋佳幸：Acoustic Guitar
おとなの背中
根本要：Electric Guitar(1st Solo)
佐橋佳幸：Acoustic Guitar, Electric Guitar(2nd Solo)
約束の地へ
佐橋佳幸：Electric Guitar
根本要：Electric Guitar Solo
飯尾芳史：Sound Effect
オ・マ・ジ・ナ・イ
柿沼清史：Vocal
寺田正美：Kazoo Solo
佐橋佳幸：Ukulele, Whistling
根本要、佐橋佳幸：Acoustic Guitar
STARDUST REVUE：Hand Claps
同級生
佐橋佳幸：Electric Guitar
寺田正美：Snare Drum, Cymbal , Stomp Box
メシでも食おうよ
佐橋佳幸：Acoustic Guitar, Electric Guitar
根本要：Acoustic Guitar
STARDUST REVUE：Hand Claps
うしみつジャンボリー
佐橋佳幸：Electric Guitar(L-side), Programming
根本要：Electric Guitar(R-side)
添田啓二：B-3 Organ, Synthesizer Solo, Marimba